# Il Giardino della Valle
ll Giardino della Valle è un giardino botanico nato negli anni Ottanta da una discarica abusiva e sorge a Cernobbio, nell'alveo del torrente Garrovo, a pochi metri da Villa d'Este. La bonifica dell'area e la realizzazione del giardino è opera di Ida Lonati Frati, conosciuta dalla gente del luogo come Nonna Pupa, una signora di Cernobbio che, infastidita dall'insopportabile aspetto che ogni giorno, per colpa dell'immondizia, assumeva la valle, iniziò a immaginare un luogo del tutto diverso, dove la natura potesse mostrarsi in tutta la sua meravigliosa bellezza, libera dai rifiuti. La determinazione nel trasformare quella discarica in un giardino botanico la spinse a chiedere al Comune di Cernobbio il permesso di “adottare” la Valle. Questa grandiosa impresa le valse un riconoscimento da parte del Comune, che nel 2009 decise di premiarla con l’iscrizione all’“Albo d’Oro Città di Cernobbio” per «[…] aver trasformato una discarica a cielo aperto in un’oasi verde, per il suo amore all’ambiente, per aver saputo aggiungere un’ulteriore attrattiva alle bellezze del nostro territorio».
Nonostante le innumerevoli difficoltà incontrate nel suo cammino, Nonna Pupa, insieme all’aiuto speciale della nipotina Giulia, è riuscita a trasformare quella che un tempo era conosciuta dalla gente del luogo come la “Valle dei Rovi” nel giardino che tutti oggi possono ammirare. Dopo diciotto anni dall’inizio di questa impresa, insieme ad alcuni amici, Nonna Pupa ha fondato l’ Associazione il Giardino della Valle. URL consultato il 20 dicembre 2018 (archiviato dall'url originale il 21 dicembre 2018).: da quel momento, con i proventi delle quote associative, ha potuto permettersi un modesto aiuto ed è riuscita anche a migliorare certi aspetti del giardino, fino a completarlo. Il Giardino della Valle ora vanta centotrenta specie diverse di piante, sculture, stagni, ponticelli in legno e una libreria per il bookcrossing, dove è possibile scambiare libri e leggere cullati dal dolce suono del torrente.
L’atmosfera magica del giardino continua ad attrarre visitatori, che ne rimangono incantati: passeggiando tra i suoi sentieri, è facile imbattersi in chi, ispirato dalla tranquillità del luogo e dalla sua atmosfera, legge, dipinge, recita o, semplicemente, presta ascolto alla natura che tutto circonda. Ogni primavera al Giardino della Valle si organizzano mostre d'arte, concerti e varie iniziative per contribuire al suo mantenimento, che confermano questo spazio verde come luogo di incontro e di cultura. Al “Giardino della Valle” sono ispirati anche numerosi progetti artistici, tra cui il film documentario Il Giardino di Nonna Pupa (Pupa’s Garden/Le jardin de Pupa), premiato nel 2008 al Festival des films pour l'environnement a Saint-Casimir nel Quebec e girato dalla regista Giulia Frati, nipote di Nonna Pupa.
La storia del Giardino della Valle è riportata anche nel libro di Manuela Moretti Il Giardino di Nonna Pupa, edito da Carlo Pozzoni FotoEditore nel 2018, i cui proventi sono destinati all'Associazione Il Giardino della Valle per mantenere in vita questo luogo speciale.
Il Giardino della Valle sarà inoltre la prima tappa della Lake Como Poetry Way, un'iniziativa che coinvolge associazioni, privati cittadini e amministrazioni che decidono di camminare insieme e aggiungere un proprio tassello con nuove little free libraries.

## Il Consiglio Direttivo dell'associazione
L'associazione ha un consiglio direttivo che è stato nominato a luglio 2022 ed è formato da.
- Pietro Gellona - Presidente
- Giulia Frati - Presidente Onorario
- Andrea Boe - Vice Presidente
- Ernesto Mistrangelo - consigliere, settore giardino
- Philippe Deltenre - consigliere, settore giardino rapporto volontari
- Erik Senesi - consigliere, comunicazione
- Silvia Ostini - consigliere, eventi benessere e progetti educativi
- Andrea Briga - consigliere, rapporto soci

## Galleria d'immagini

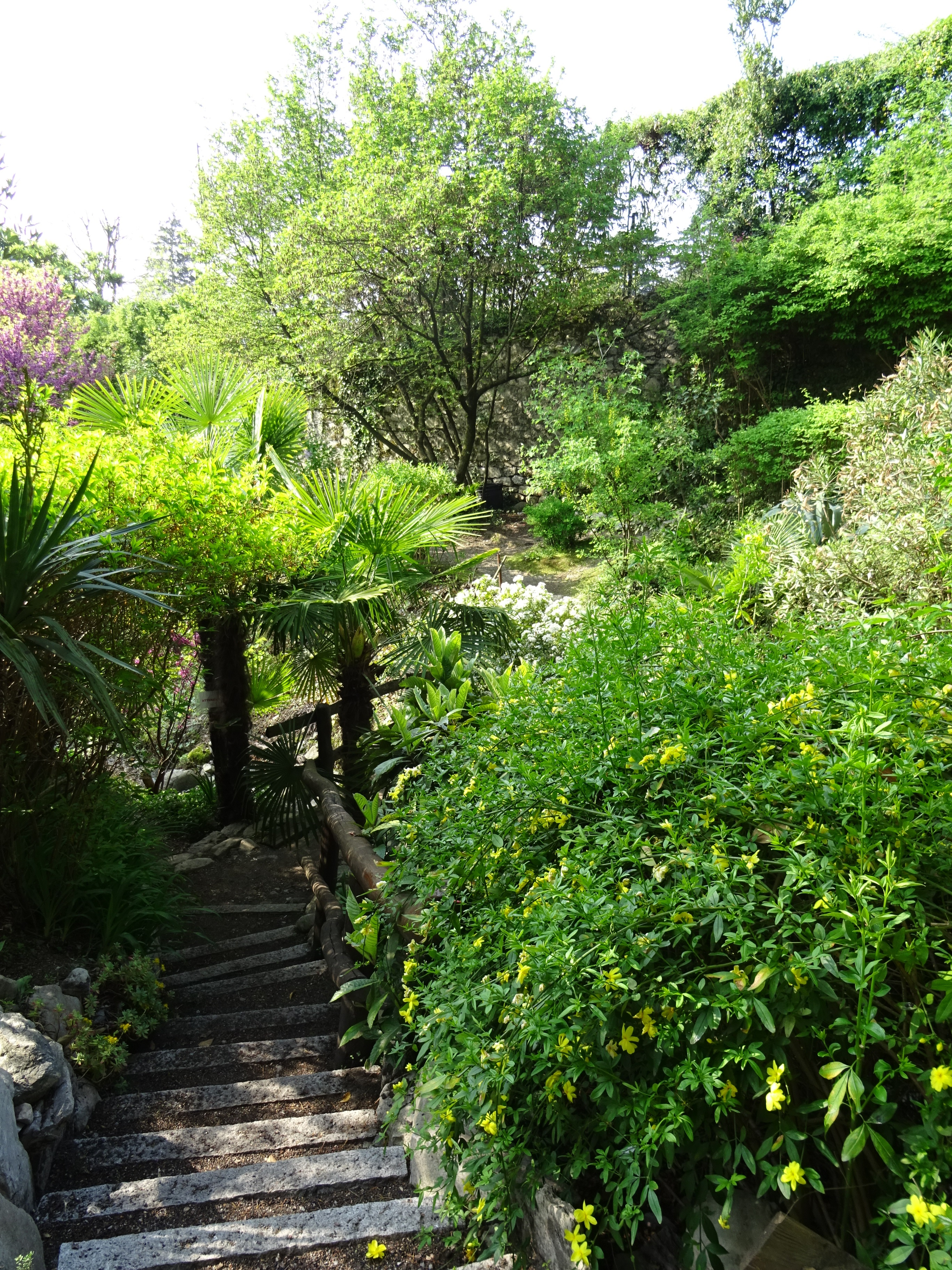
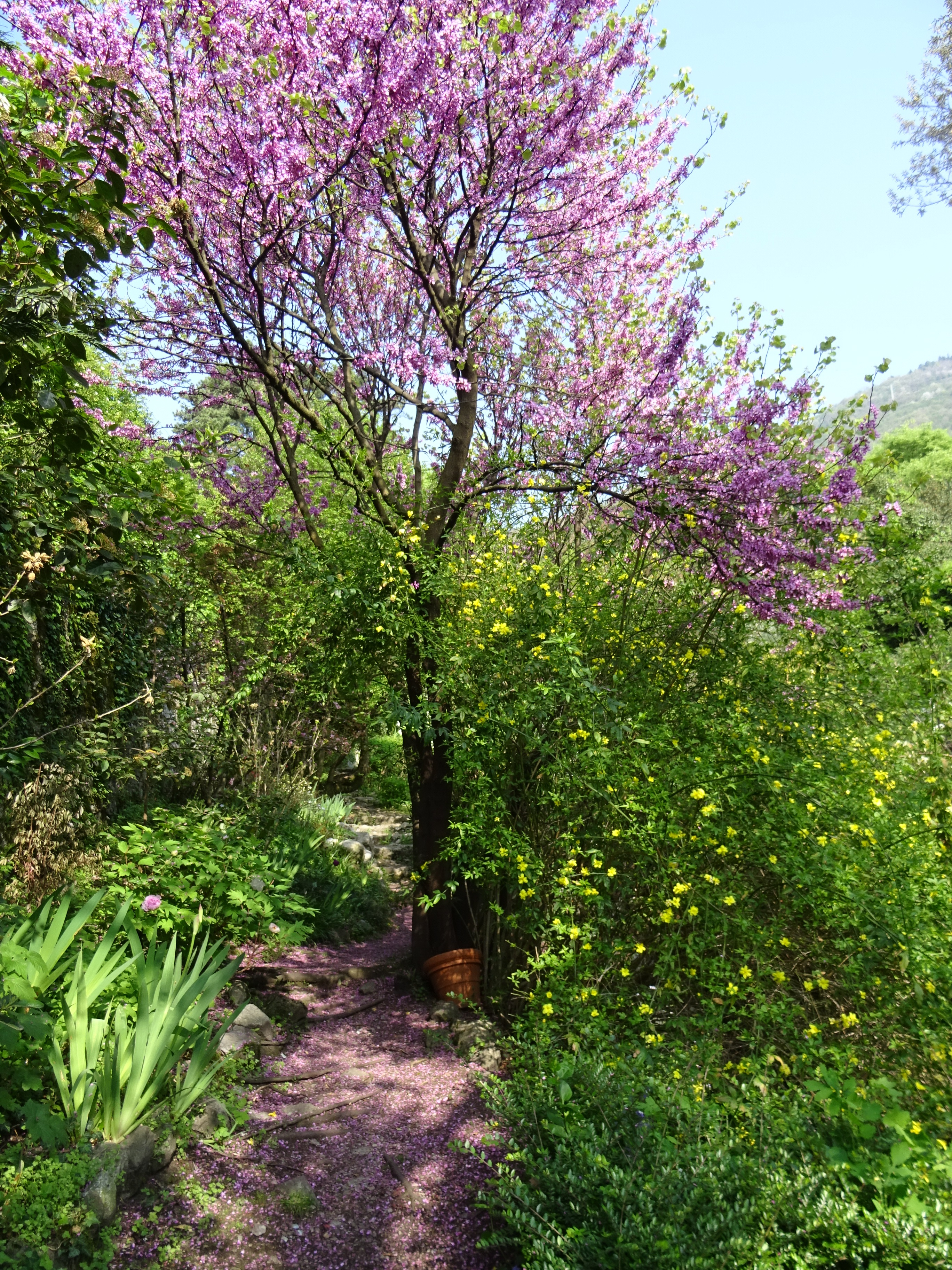
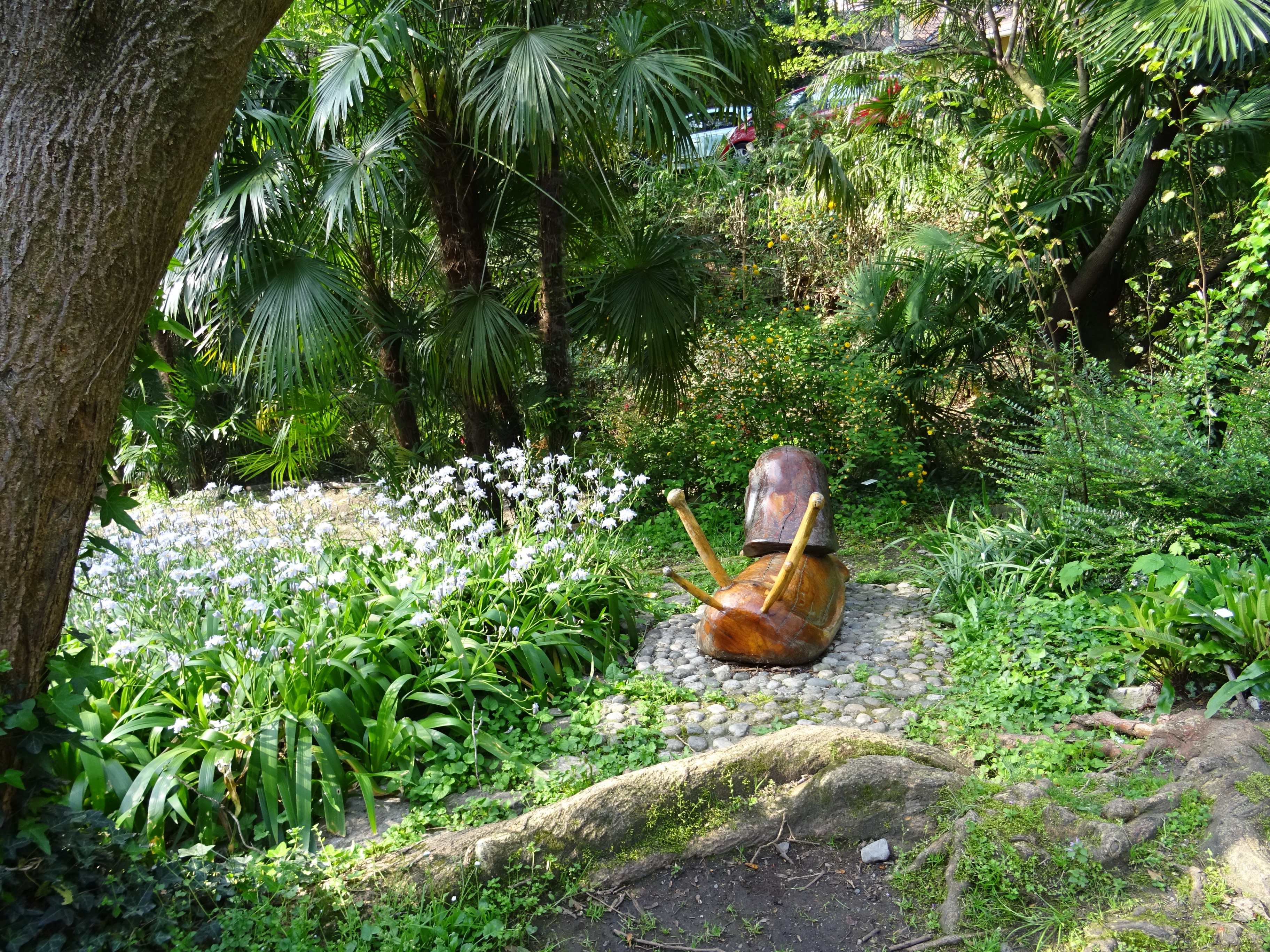
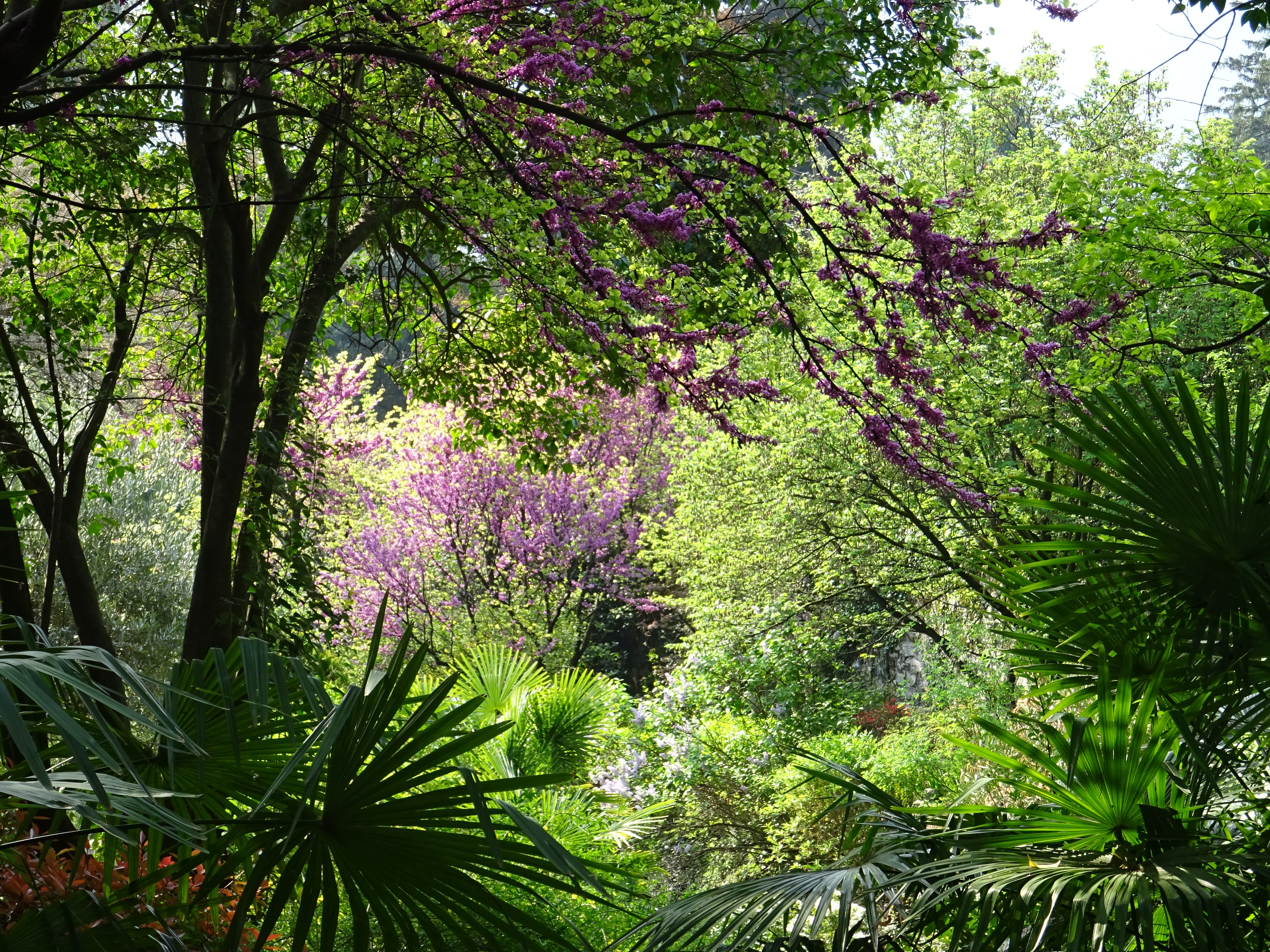
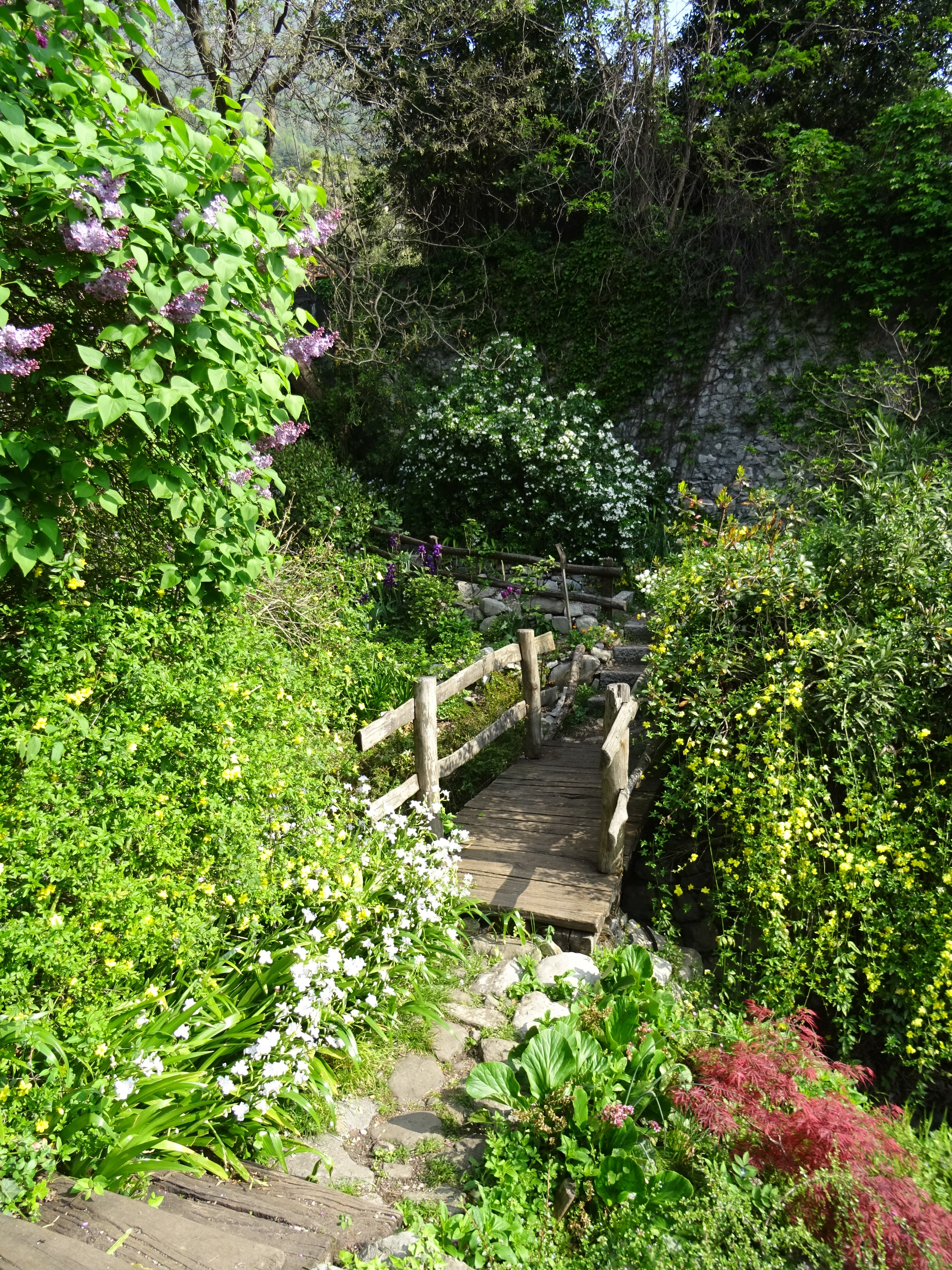
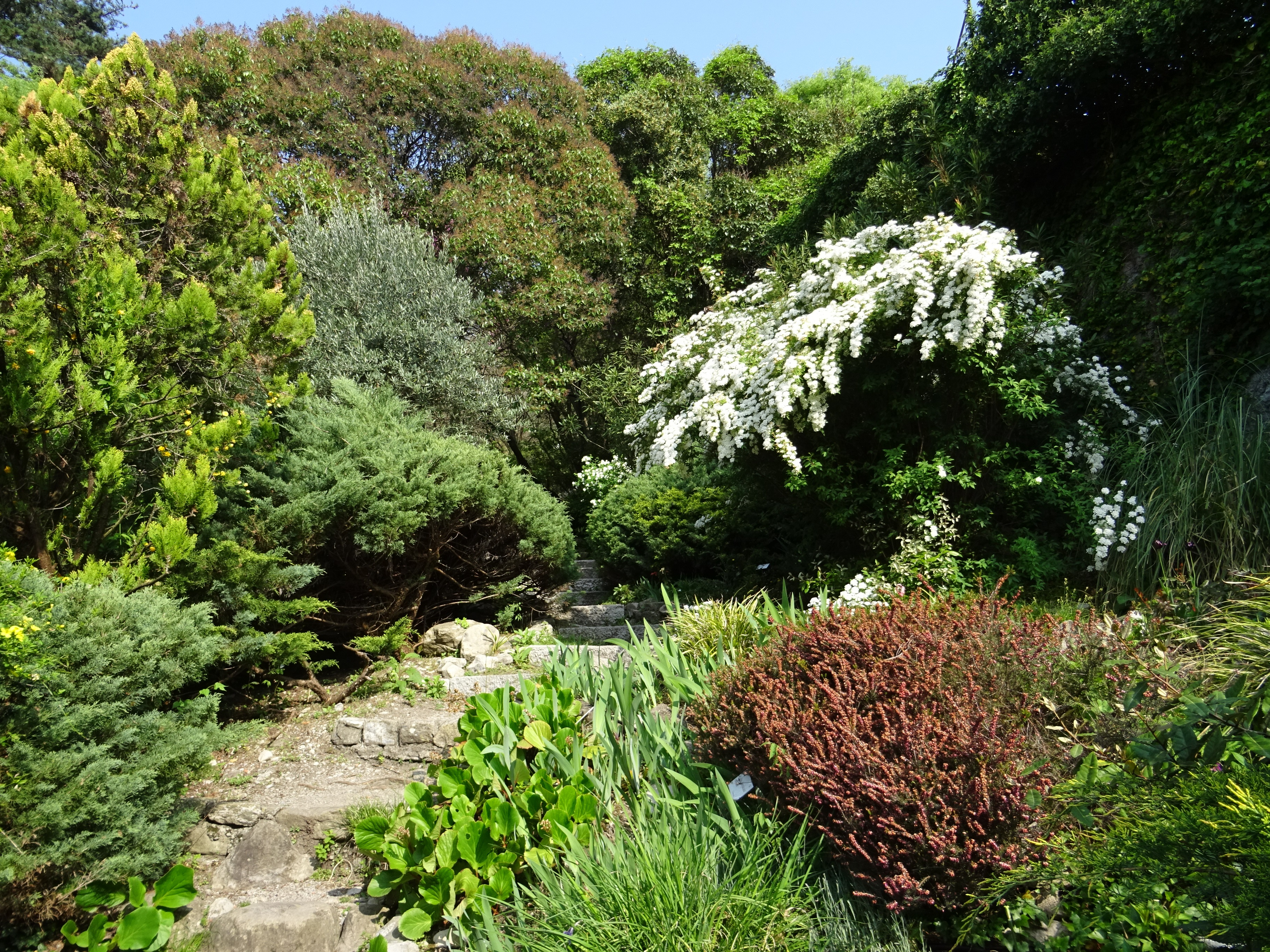
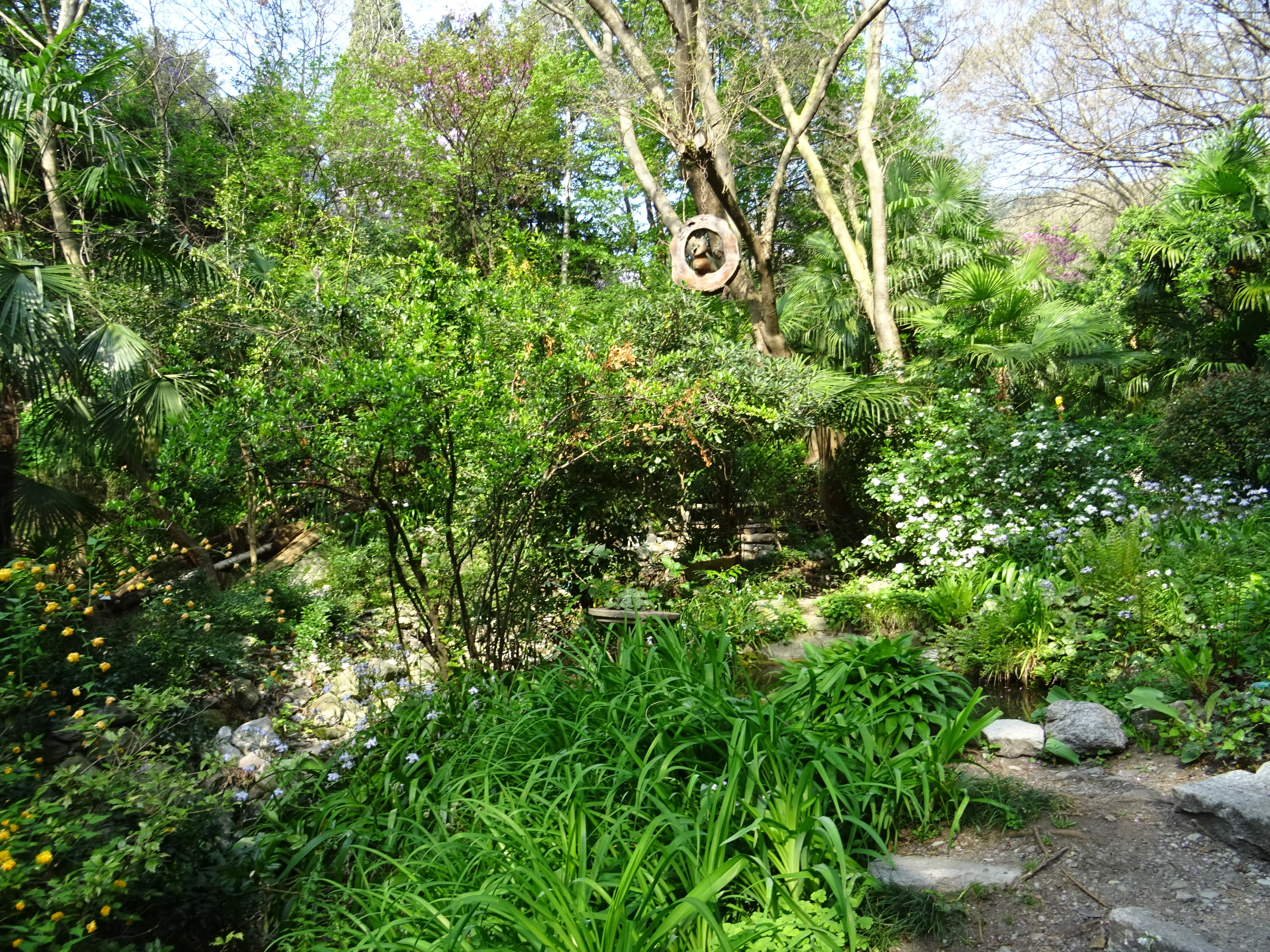
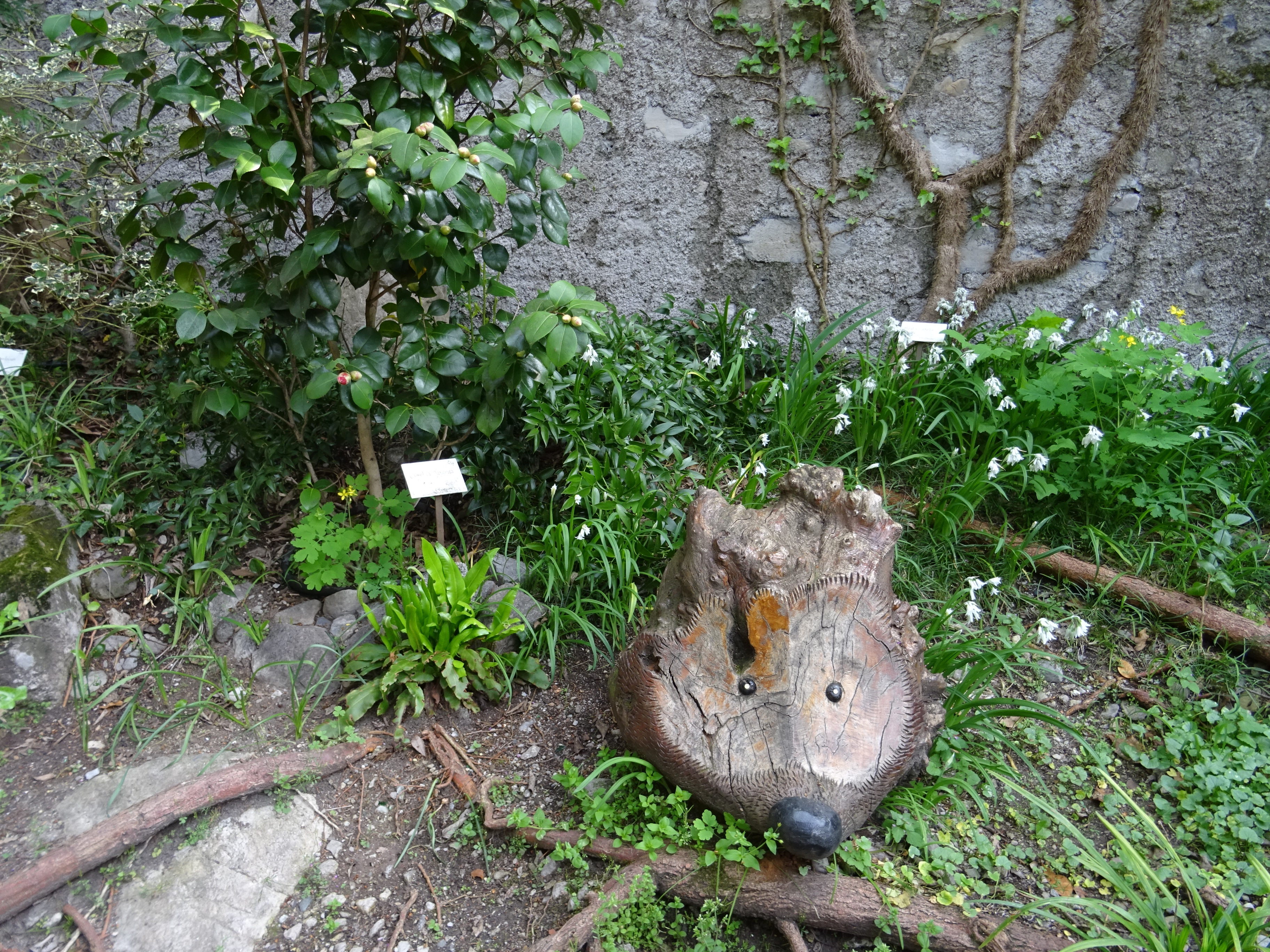